# Missionnaires d'Action paroissiale
Les Missionnaires d'Action paroissiale (en espagnol : Misioneras de Acción Parroquial) constituent un institut religieux catholique féminin dont la maison-mère est située en Espagne.

## Fondation
Fondé en Espagne en 1942 par Luciano Perez Platero (1929-1944), évêque de Ségovie.

## Statut
Congrégation de droit pontifical.

## Buts
L'institut se consacre aux œuvres paroissiales.

## Établissements
- Maison-mère à Madrid , autres maisons en Espagne (Carbonero el Mayor, Ségovie...)
- Établissements en Afrique et en Amérique.

## Statistiques
- 280 membres en 1980.

## Sources
- Les ordres religieux, la vie et l'art (sous la direction de Gabriel Lebras)